# 27588 Wegley
27588 Wegley è un asteroide della fascia principale. Scoperto nel 2000, presenta un'orbita caratterizzata da un semiasse maggiore pari a 2,7829407 UA e da un'eccentricità di 0,0125298, inclinata di 4,57278° rispetto all'eclittica.